# Comté d'Union (Oregon)
Pour les articles homonymes, voir Comté d'Union.
Le comté d'Union (en anglais : Union County) est un comté situé dans le nord-est de l'État de l'Oregon aux États-Unis. Nommé d'après la ville d'Union, le siège du comté est La Grande. Selon le recensement de 2010, sa population s'élève à 25 748 habitants.

## Géographie
Le comté couvre une superficie de 5 280 km², dont 5 275 km² de terres.

### Comtés adjacents
- Comté d'Umatilla (ouest)
- Comté de Wallowa (est)
- Comté de Baker (sud)
- Comté de Grant (sud-ouest)

## Personnalités liées au comté
- Carolyn B. Shelton (1876-1936), femme politique américaine, y est née.